# بوب كينيدي
بوب كينيدي هو لاعب هوكي الجليد كندي، ولد في 15 يونيو 1930 في تورونتو في كندا، وتوفي في 18 ديسمبر 1998.